# Carlos Martín Montañés
Carlos Martín Montañés es un científico aragonés, profesor de Microbiología en la Facultad de Medicina de la Universidad de Zaragoza y dirige el Grupo de Genética de Micobacterias desde 1992, trabajando en la investigación y el desarrollo de nuevas vacunas vivas contra la tuberculosis. Su mayor logro es el desarrollo de la vacuna MTBVAC, que es la primera con el bacilo atenuado de tuberculosis humano. La actual vacuna, la BCG, usa el bacilo de bos taurus. Actualmente trabaja en diversos proyectos de investigación colaborativa financiados por la Unión Europea en tuberculosis entre grupos de investigación de Europa, África y América Latina. Es miembro del Comité Asesor de la Iniciativa de Vacunas contra la Tuberculosis (TBVI), con más de 25 años de experiencia en genética de micobacterias. Es autor de numerosas publicaciones.
El grupo de la universidad de Zaragoza, dirigido por el investigador Carlos Martín, ha demostrado que su vacuna desarrollada da mayor protección contra el patógeno en diferentes modelos animales que la vacuna actual y  esta lista para empezar los estudios de eficacia Fase 3 en 2022.
En 2021 fue galardonado con la Medalla de Justicia de Aragón.